# Virgin Atlantic
Virgin Atlantic Airways, almindeligvis kendt som Virgin Atlantic, er et britisk flyselskab med hovedkontor i Crawley, England.
Selskabet blev etableret i 1984 som British Atlantic Airways og var oprindeligt planlagt til at flyve mellem London og Falklandsøerne. Kort efter omdøbningen til det nuværende navn blev selskabet solgt til Richard Branson, medstifter af Virgin Group. Selskabet opererer i dag langdistanceflyvninger mellem London, Nordamerika, Afrika, Asien og Australien. I 2023 blev det medlem af luftfartsalliancen SkyTeam.